# Citadelle de Barcelone
La citadelle de Barcelone (en catalan : Ciutadella - en espagnol : Ciudadela) était une forteresse militaire construite à Barcelone entre 1716 et 1725 sur ordre de Philippe V pour contrôler la ville après la Guerre de Succession d'Espagne. La forteresse est détruite en 18.. après la Révolution de 1868. Trois bâtiments sont conservés : la chapelle, le palais du gouverneur et l'arsenal. Le reste de la forteresse est transformé en 1888 en un parc, le parc de la Ciutadella. Le palais du gouverneur devient plus tard une école et l'arsenal devient un musée et le palais du Parlement de Catalogne.

## Histoire de la construction
La défaite du 11 septembre 1714 conduit à une série de travaux et de changements majeurs du système défensif de la ville de Barcelone. À partir de 1715, une fois abandonné le projet du comte de Lecherrainne de construire une forteresse à la place des Arsenaux royaux de Barcelone, l'ingénieur militaire espagnol d'origine flamande Georges-Prosper de Verboom reconsidère toutes les défenses militaires et conçoit un nouveau projet. Ce projet prévoit de rénover et d'agrandir le château de Montjuïc, de renforcer le rôle des Arsenaux royaux en tant que caserne militaire, de revoir le système de bastions et d'ajouter des défenses extérieures, tels que le fort Pienc (ca) et le fort de Don Carles. À l'intérieur de la ville, de nouvelles casernes militaires sont construites en transformant des bâtiments civils ou religieux, tels le couvent Sant Agustí Vell (ca) ou le monastère des Jonqueres. Mais l'élément clé, au cœur de toutes ces transformations et du système défensif et répressif, est la construction d'un nouveau fort aux dimensions considérables, la Ciutadella.
La proposition n'est pas nouvelle. Elle avait été imaginée autrefois par des ingénieurs militaires castillans, mais, faute de moyens financiers, n'avait jamais pu être mise en œuvre. L'objectif de la construction est double : améliorer la défense de la ville et assurer le contrôle militaire de la cité avec l'intention claire de « dominer le peuple catalan ». Il était nécessaire de fortifier considérablement la ville compte tenu de sa situation stratégique. Cela nécessitait la construction d'un fort et l'installation d'un fort contingent militaire. Il fallait transformer la cité pour qu'elle devienne une place-forte militaire sur la Méditerranée au service du royaume.
À partir de la seconde moitié du XVIIe siècle, le fait que l'armée soit une des caractéristiques de la ville accroît les tensions au sein des habitants, surtout quand les soldats sont des soldats professionnels ou des mercenaires, étrangers à la ville. Du point de vue barcelonais, ces soldats sont les soldats du roi, contre qui toute la Catalogne s'était battue. Si au XVIIe siècle, il pouvait sembler normal de s'armer dans des situations d'urgence ou quand le roi le demandait, trois cents ans plus tard, cette situation était rare.
Par ailleurs, Barcelone était une ville encline à la révolte, ce qui était connu partout en Europe. Ainsi, durant le siège de 1714, on trouve d'un côté principalement des citoyens de la ville, avec des militaires professionnels comme Antonio de Villarroel et un petit contingent de soldats, de l'autre on trouve des troupes d'assaut Philippe V formés de nombreux professionnels. Après la victoire de l'armée assaillante, l'organe de gouvernement de la ville, le Conseil des Cent, qui s'occupait il y a peu de la défense de la ville, est immédiatement supprimé. À partir de ce moment, les murailles ne sont plus perçues comme un élément de défense, mais au contraire comme un élément d'oppression, de punition et de surveillance de la cité et des citoyens. La Ciutadella représente alors le symbole le plus fort de cette surveillance.
Verboom propose de construire une grande citadelle pentagonale, comparable à celles de Turin (it), Anvers ou Parme (it). La forteresse devait protéger et améliorer les défenses du secteur maritime le plus vulnérable et au point le plus faible de la défense terrestre ; c'est-à-dire le point précis qu'avait conseillé Verboom, lors du siège de Barcelone, pour l'attaque des forces franco-castillanes qui firent leur entrée à la porte Neuve et à la porte Sainte-Claire. En même temps, en plus de renforcer les défenses contre les attaques extérieures, il s'agissait également de contrôler la cité en dominant les quartiers les plus peuplés et en les entourant d'une ligne de feu constitué de la Ciutadella et du château de Montjuïc.
Pour construire la citadelle et établir autour d'elle une importante esplanade, la trame urbaine a été fortement modifiée, en démolissant une bonne partie des bâtiments situés autour du Rec Comtal (ca), à l'extrémité du quartier de la Ribera et en détruisant le couvent de Santa Clara (ca). Cette zone a fait l'objet de fouilles lors des travaux du marché du Born.
La première pierre de la Ciutadella est posée le 1er mars 1716 pour la construction du bastion du Roi, celui qui donne sur la ville. Le 7 mars 1717, les bastions du Roi, de la Reine et du Prince étaient terminés et c'est à partir de ce moment qu'a commencé la démolition de 38 rues et de 1 016 maisons du quartier de la Ribera, pour établir l'esplanade de la forteresse. Dès 1720, la forteresse accueille Académie militaire de Barcelone (ca) promue notamment par Verboom. La citadelle est achevée le 25 janvier 1725, la même année que le Traité de Vienne qui marque la paix entre le roi Philippe V et l'empereur Charles VI.
En 1751, sous la direction de l'ingénieur militaire castillan Juan Martín Cermeño (ca), les dernières interventions concernant l'ensemble des défenses de la ville de Barcelone sont terminées. Ces travaux permettent d'achever complètement la construction de la citadelle, la réfection du château de Montjuïc, et la révision complète des remparts de la ville. Enfin, au milieu du XIXe siècle, le dernier accès à la ville est achevé, la nouvelle Porte de la Mer, quelques années seulement avant la démolition définitive des remparts de Barcelone.
En 1753, pour pallier les problèmes de logement causés par la démolition du quartier de Ribera et à l'initiative du marquis de la Mina (ca), le quartier de La Barceloneta est construit selon le plan d'urbanisation de Georges-Prosper de Verboom de 1719.

## Démolition de la citadelle
La première demande de démolition de la Ciutadella est présentée au roi par les conseillers municipaux de Barcelone le 29 décembre 1794. Cette demande est ignorée tout comme les demandes de 1840, de 1845 et de 1862. Les Corts, issus de la Révolution de 1868, approuvent le 10 décembre 1869 la loi relative au transfert de propriété des terrains de la forteresse à la mairie, sous réserves de construire des jardins, de financer la démolition et la construction de casernes de remplacement.